# Carl Olof Sjöqvist
Carl Olof Sjöqvist (ur. 9 grudnia 1901 w Sztokholmie, zm. 4 grudnia 1954 tamże) – szwedzki lekarz neurochirurg. Jego ojcem był John Sjöqvist, profesor chemii medycznej i farmacji na Instytucie Karolinska, a matką hrabina Maria Lovisa Hermanson. W 1929 poślubił Inez Maria Segardt. Sjöqvist był pierwszym kierownikiem kliniki neurochirurgicznej Södersjukhuset w Sztokholmie.

## Wybrane prace
- Studies on pain conduction in the trigeminal nerve; a contribution to the surgical treatment of facial pain, by Olof Sjoqvist. Helsingfors, Mercators Tryckeri, 1938.
- Olof Sjöqvist and Edwin A. Weinstein. THE EFFECT OF SECTION OF THE MEDIAL LEMNISCUS ON PROPRIOCEPTIVE FUNCTIONS IN CHIMPANZEES AND MONKEYS. J Neurophysiol 5: 69-74, 1942